# Unreal (serie televisiva)
Unreal (stilizzato UnREAL) è una serie televisiva statunitense trasmessa dal 1º giugno 2015 per tre stagioni su Lifetime.
La quarta stagione viene pubblicata interamente su Hulu il 16 luglio 2018, confermando anche che sarà l'ultima stagione.
In Italia, la serie va in onda su Rai 4 dal 28 giugno 2016.

## Trama
Rachel Goldberg ritorna come produttrice nella nuova stagione di Everlasting, un popolare reality show negli Stati Uniti, dopo averlo abbandonato l'anno prima per problemi d'alcolismo. Con una reputazione da ricostruire e con la produttrice esecutiva Quinn King che le sta addosso, Rachel dovrà tornare a fare quello che le riesce meglio - manipolare i concorrenti - per creare la stagione più appassionante dell'intero show.

## Personaggi e interpreti

### Personaggi principali
- Rachel Goldberg, interpretata da Shiri Appleby, doppiata da Perla Liberatori.
- Quinn King, interpretata da Constance Zimmer, doppiata da Rachele Paolelli.
- Chet Wilton, interpretato da Craig Bierko, doppiato da Domenico Strati.
- Jay, interpretato da Jeffrey Bowyer-Chapman, doppiato da Edoardo Stoppacciaro.
- Jeremy Caner (stagione 1-3), interpretato da Josh Kelly, doppiato da Alberto Bognanni.
- Madison: (stagione 3, ricorrente 1-2), interpretata da Genevieve Buechner.
- Graham: (stagione 3, ricorrente 1-2), interpretato da Brennan Elliott.

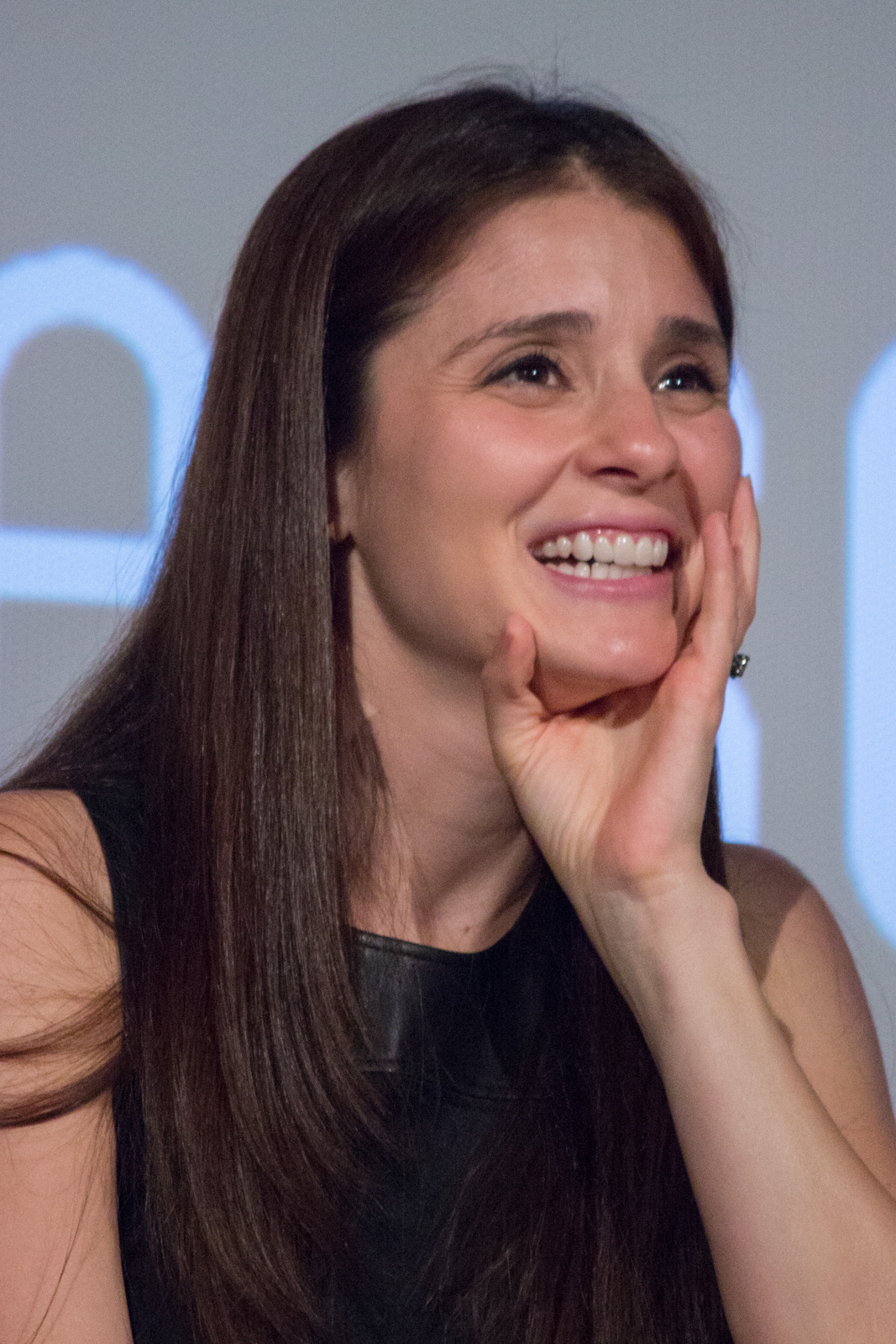
Shiri Appleby interpreta Rachel Goldberg
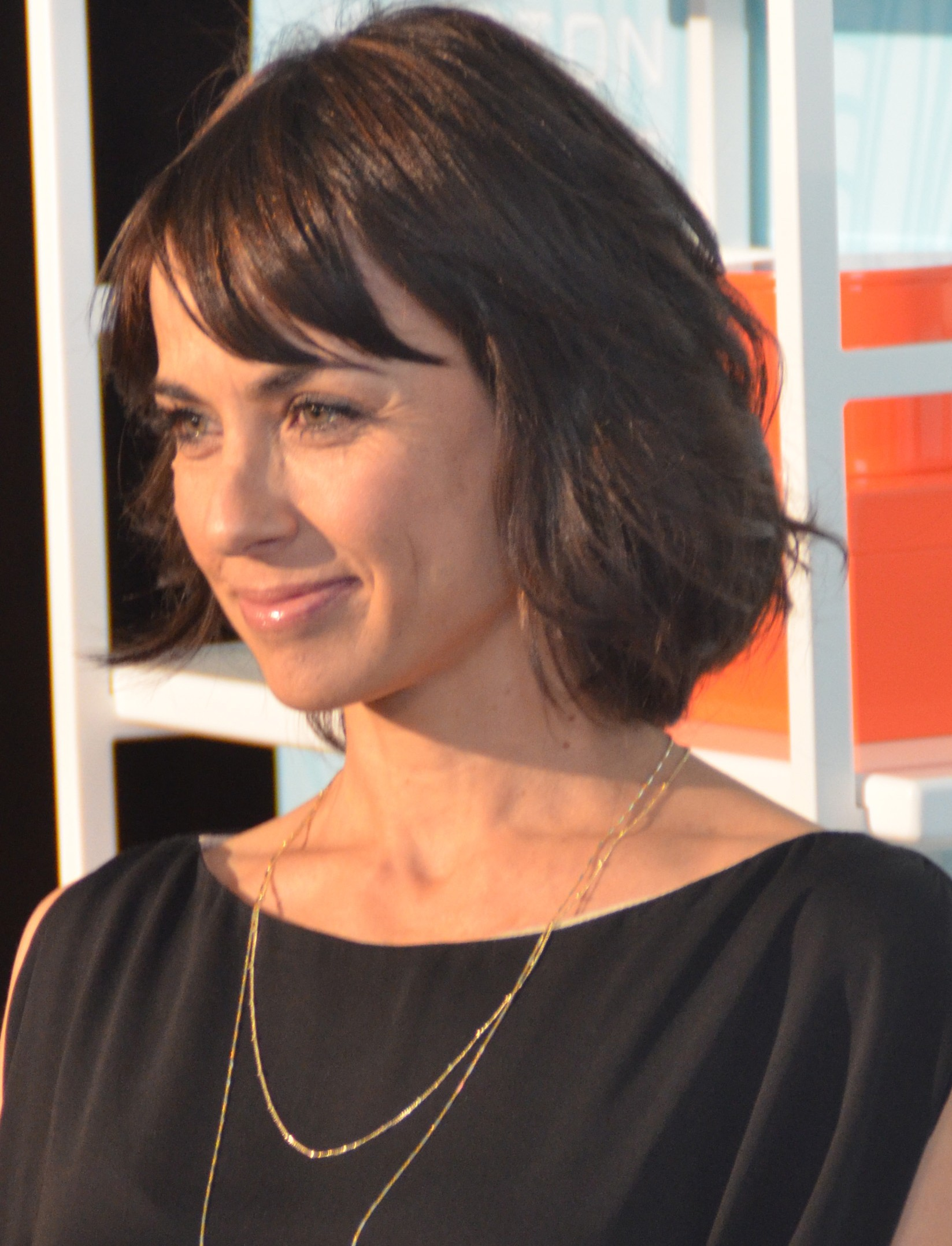
Constance Zimmer interpreta Quinn King
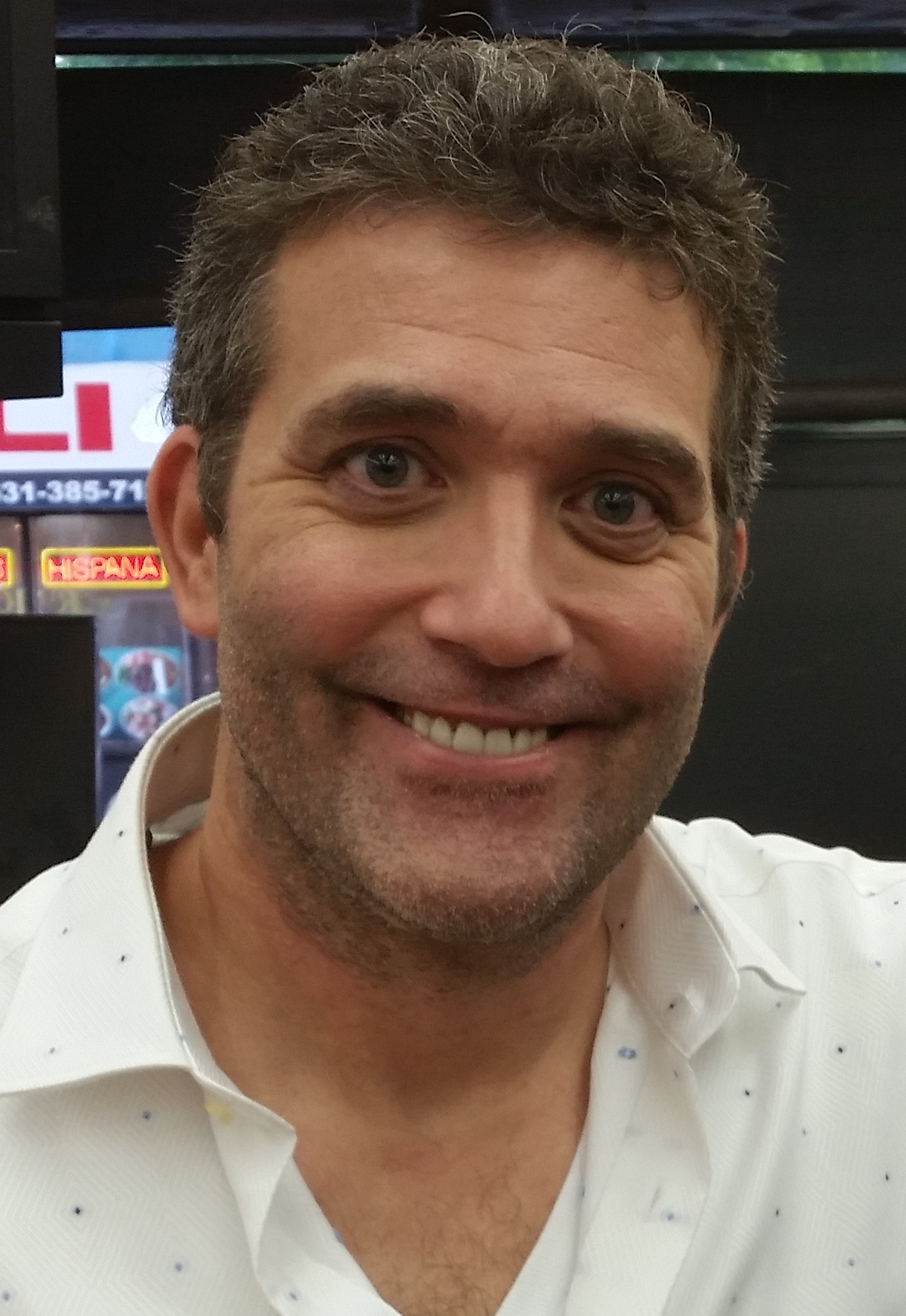
Craig Bierko interpreta Chet Wilton
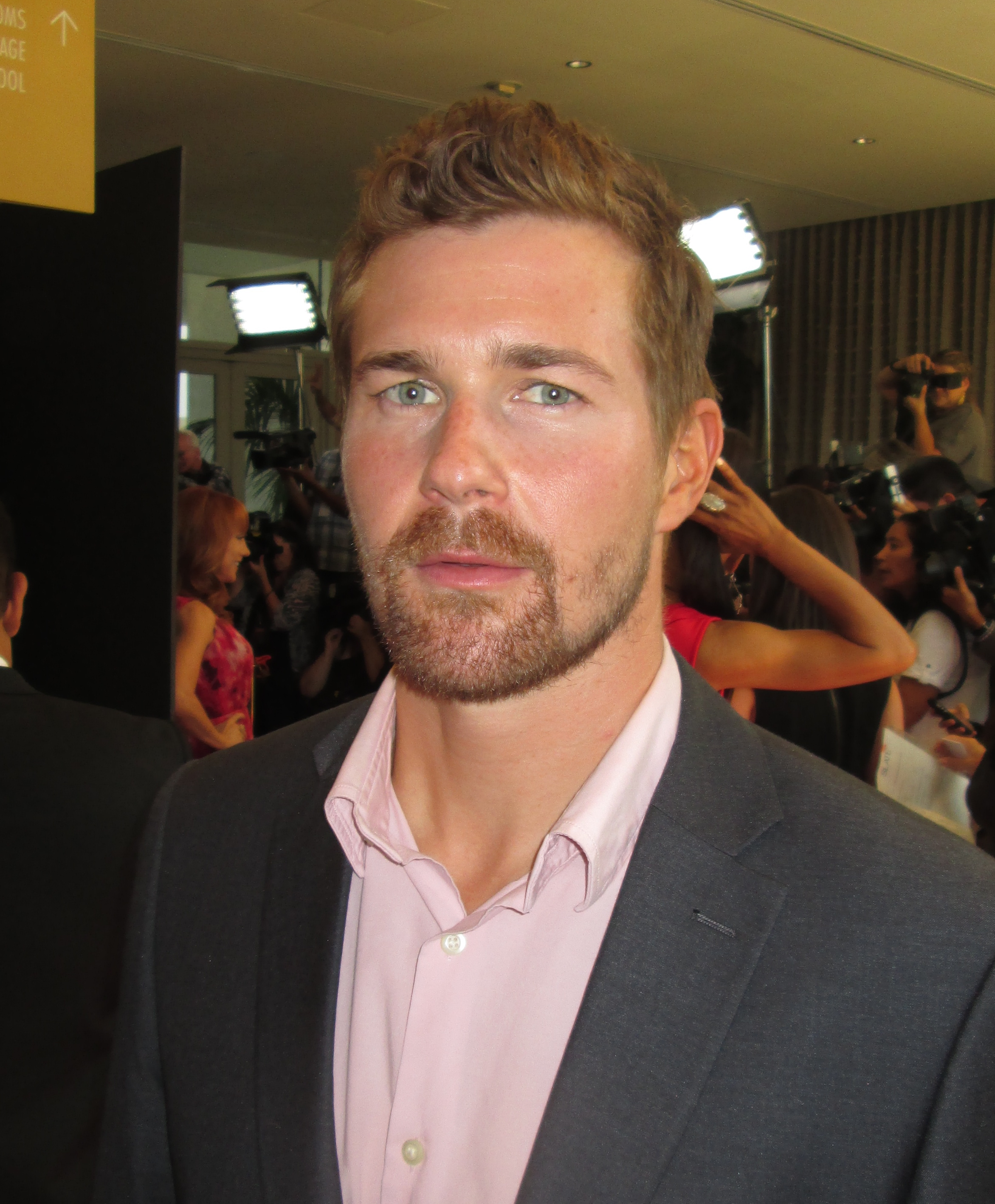
Josh Kelly interpreta Jeremy Caner
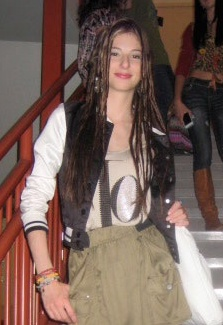
Genevieve Buechner interpreta Madison

### Star del programma
- Adam Cromwell (stagione 1, guest star 2-3), interpretato da Freddie Stroma, doppiato da Emanuele Ruzza. Star di Everlasting nella prima stagione.
- Darius Beck (stagione 2), interpretato da B.J. Britt, doppiato da Stefano Crescentini. Star di Everlasting nella seconda stagione.
- Serena[3][4] (stagione 3), interpretato da Caitlin Fitzgerald. Star di Everlasting nella terza stagione.

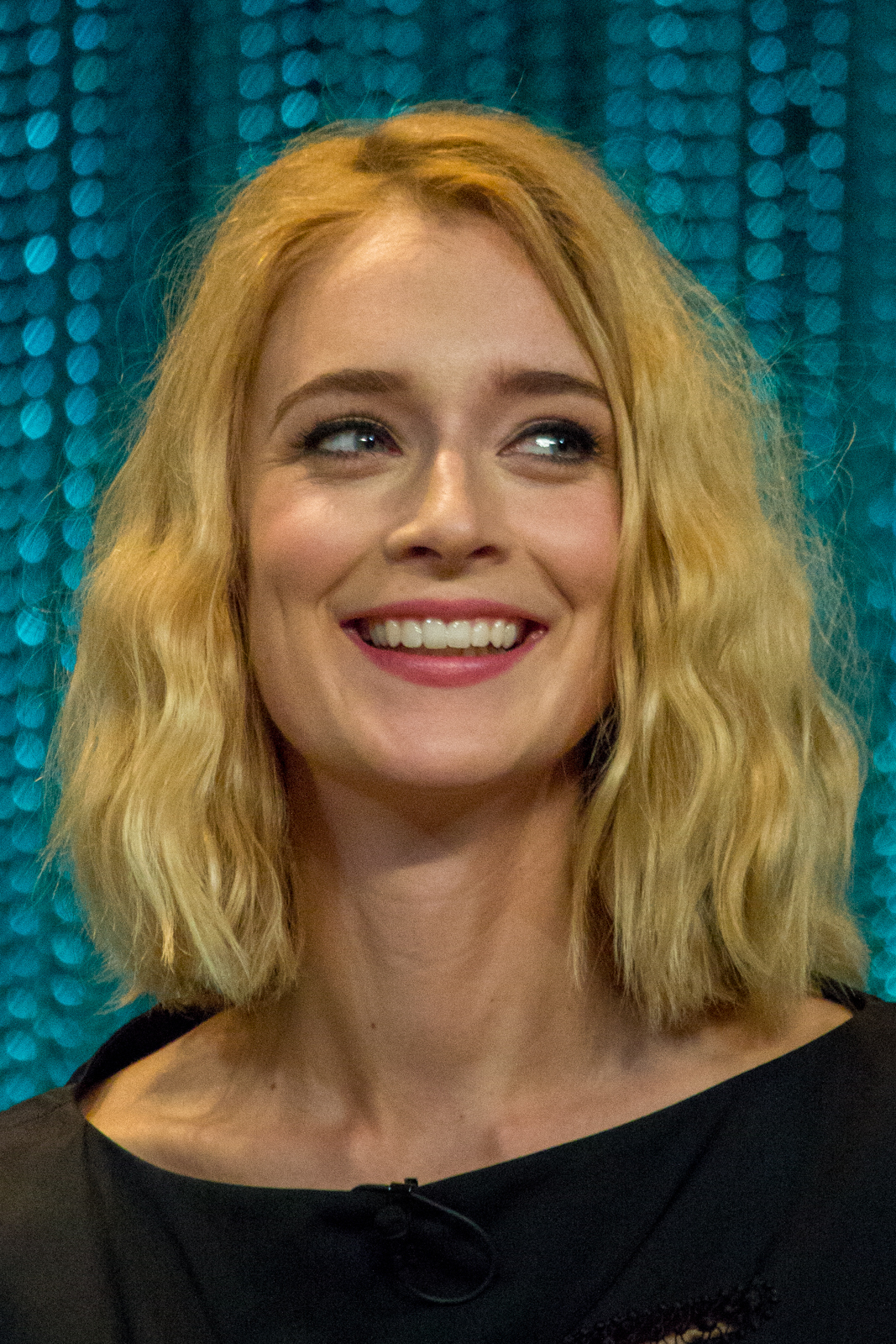
Caitlin Fitzgerald interpreta Serena Wolcott

### Concorrenti
- Anna Martin (stagione 1), interpretata da Johanna Braddy.
- Shia (stagione 1), interpretata da Aline Elasmar, doppiata da Eva Padoan.
- Grace (stagione 1), interpretata da Nathalie Kelley, doppiata da Gaia Bolognesi.
- Mary Newhouse (stagione 1), interpretata da Ashley Scott, doppiata da Barbara De Bortoli.
- Faith Duluth (stagione 1), interpretata da Breeda Wool.
- Yael (stagione 2), interpretata da Monica Barbaro, doppiata da Letizia Ciampa.
- Ruby Carter (stagione 2), interpretata da Denée Benton, doppiata da Federica De Bortoli.
- Tiffany James (stagione 2), interpretata da Kim Matula, doppiata da Valentina Mari.
- Chantal (stagione 2), interpretata da Meagan Tandy, doppiata da Ilaria Latini.
- Jasper (stagione 3), interpretato da Bart Edwards.
- Owen (stagione 3), interpretato da Alex Hernandez.
- August[5] (stagione 3), interpretato da Adam Demos.
- Alexi (stagione 3), interpretato da Alex Sparrow.
- Norman (stagione 3), interpretato da Joe Abraham.
- Billy (stagione 3), interpretato da Tyler Hynes.
- Warren (stagione 3), interpretato da Marcus Rosner.
- Preston (stagione 3), interpretato da Cameron Bancroft.
- Guy (stagione 3), interpretato da Terry Chen.
- Zach (stagione 3), interpretato da Melvin Gregg.

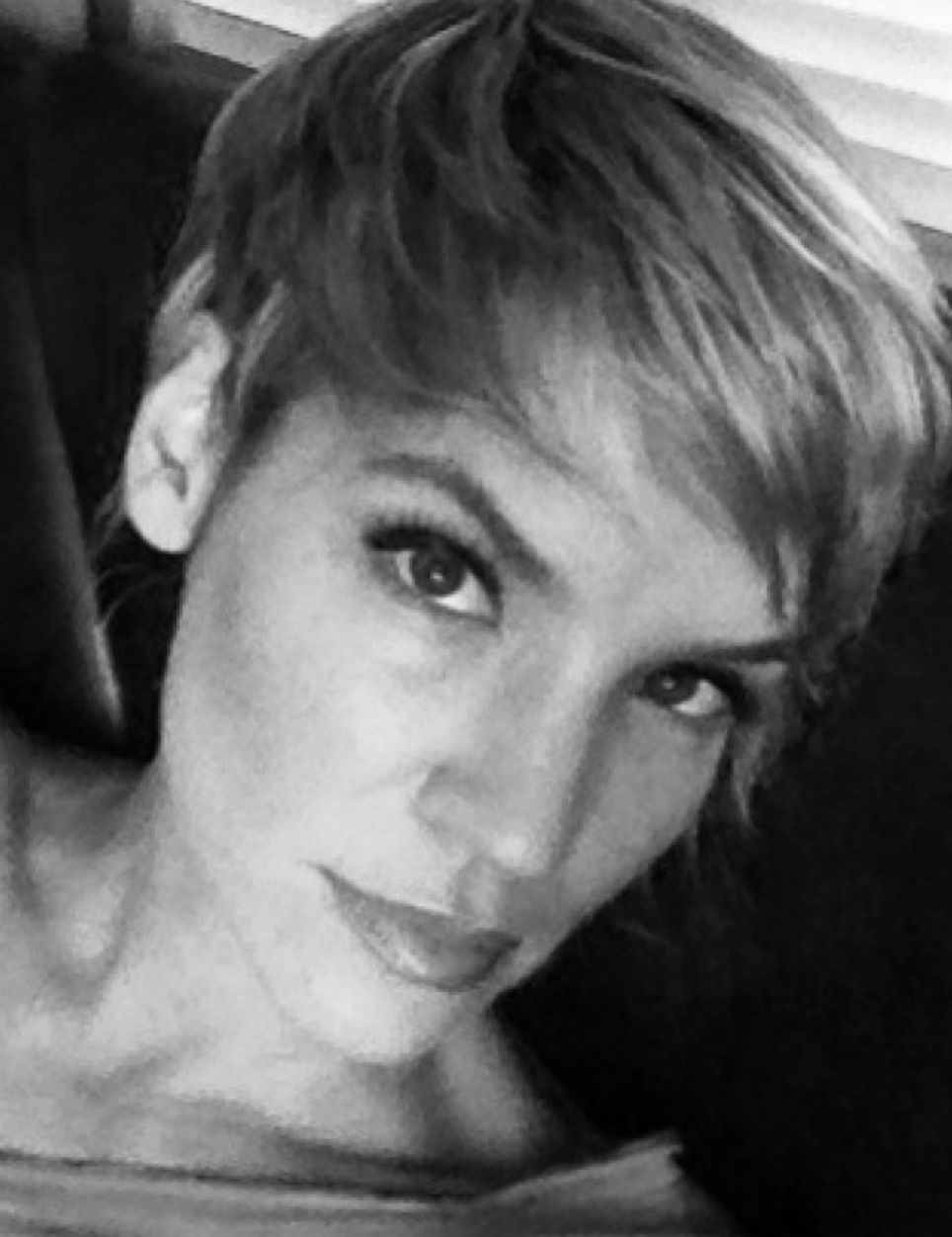
Ashley Scott interpreta Mary Newhouse
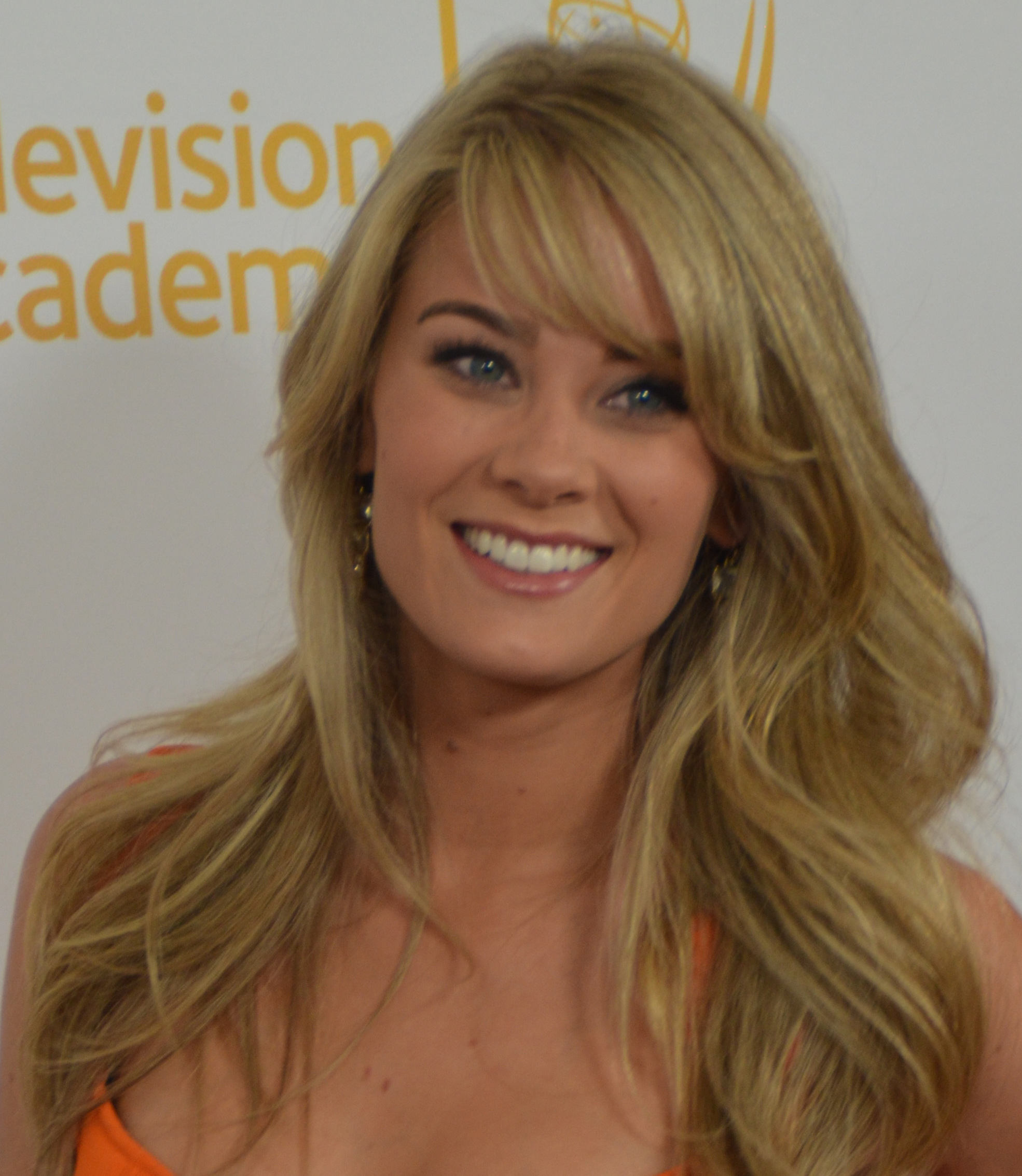
Kim Matula interpreta Tiffany James
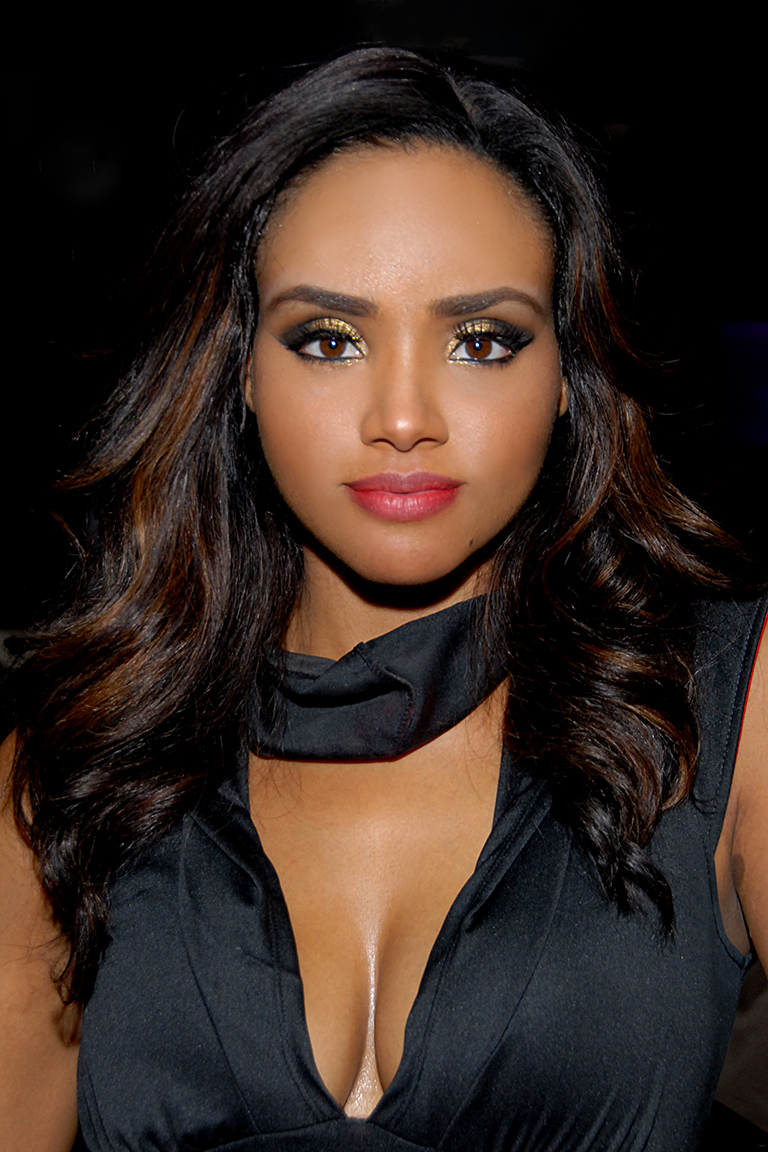
Meagan Tandy interpreta Chantal
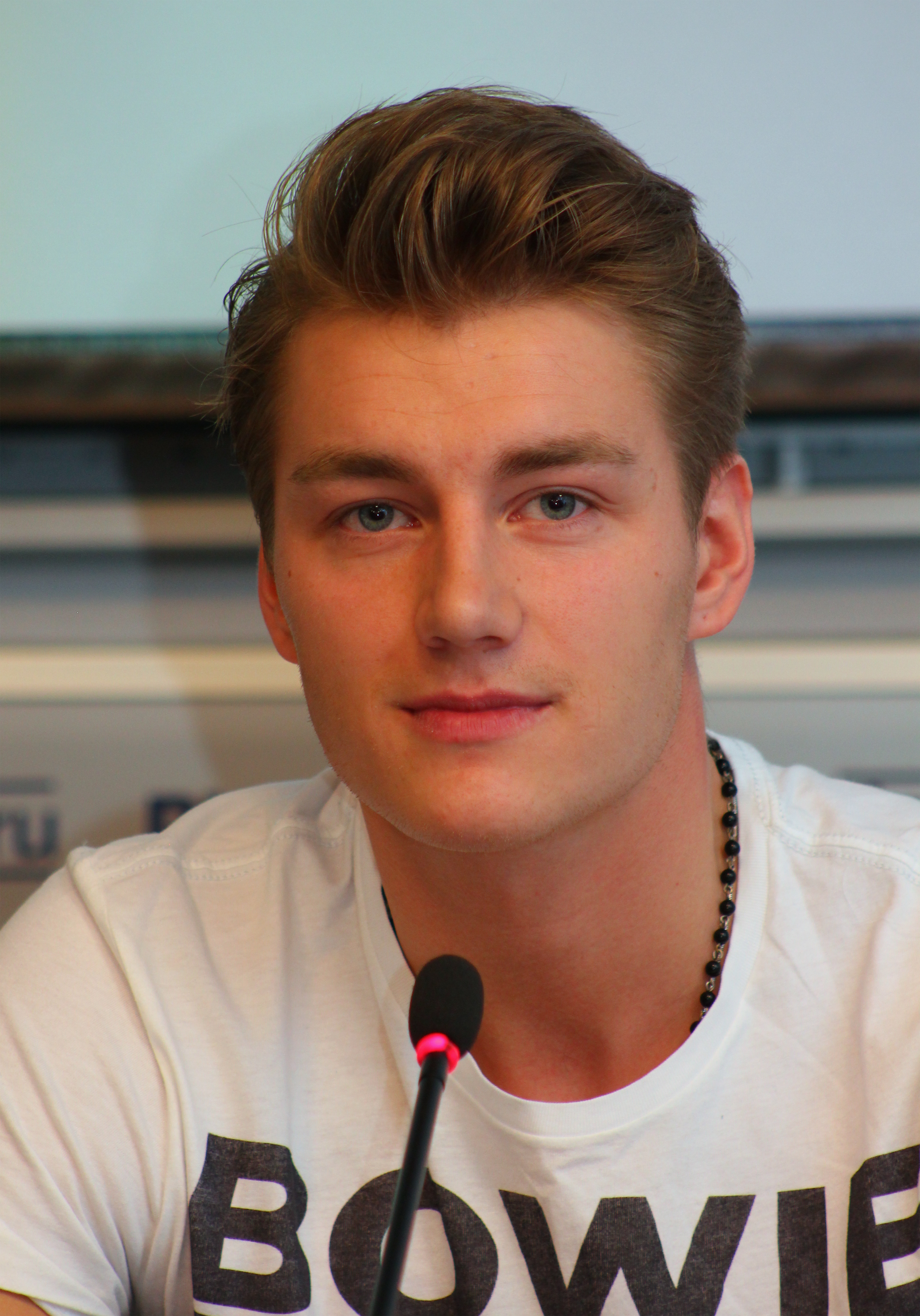
Alex Sparrow interpreta Alexi Petrov

### Personaggi ricorrenti
- Dr Wagerstein (stagioni 1-2), interpretata da Amy Hill, doppiata da Cristina Piras.
- Brad (stagioni 1-2), interpretato da Martin Cummins, doppiato da Pasquale Anselmo.
- Romeo Beck (stagione 2), interpretato da Gentry White, doppiato da Paolo Vivio.
- Gary Taylor (stagioni 2-4), interpretato da Christopher Cousins.
- Fiona Berlin (stagioni 3-4), interpretata da Tracie Thoms.

#### Stagione 1
- Britney, interpretata da Arielle Kebbel, doppiata da Francesca Manicone.
- Lizzie, interpretata da Siobhan Williams.
- Bill DeYoung, interpretato da J. R. Bourne.
- Shamiqua, interpretata da Christie Laing.
- Athena, interpretata da Natasha Burnett, doppiata da Letizia Scifoni.
- Pepper, interpretata da Stephanie Bennett.
- Tanya, interpretata da Andrea Brooks.
- Crystal, interpretata da Melissa Elias.
- Rita, interpretata da Elise Gatien.
- Maya, interpretata da Natasha Wilson, doppiata da Veronica Puccio.
- Cynthia Wilton, interpretata da Sonya Salomaa.
- Bethany, interpretata da Eve Harlow.
- Louise, interpretata da Chelah Horsdal.
- Kirk Newhouse, interpretato da Ty Olsson.
- Terry Martin, interpretato da Mitchell Kummen.
- Sam, interpretato da Graeme Mccomb.

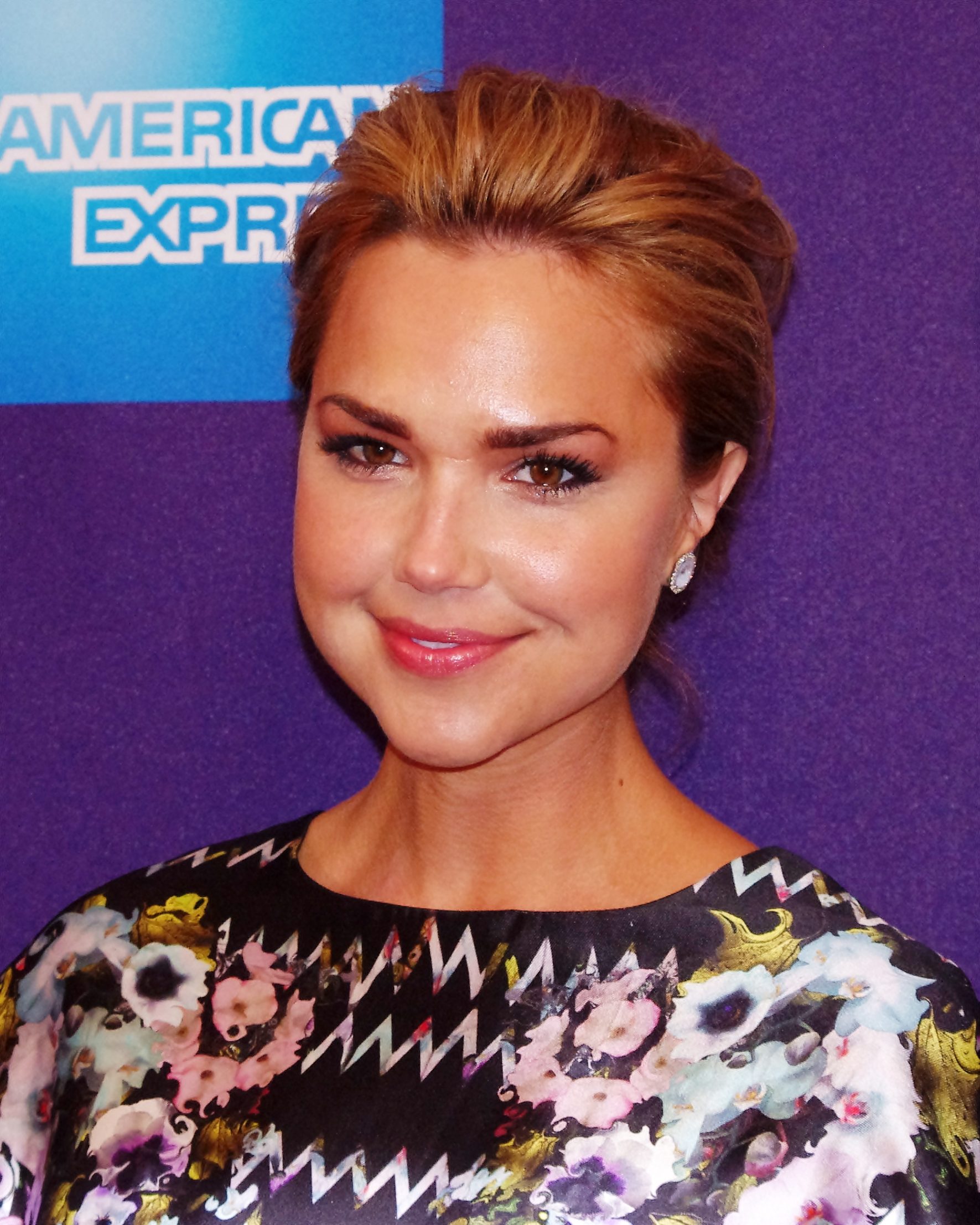
Arielle Kebbel interpreta Britney
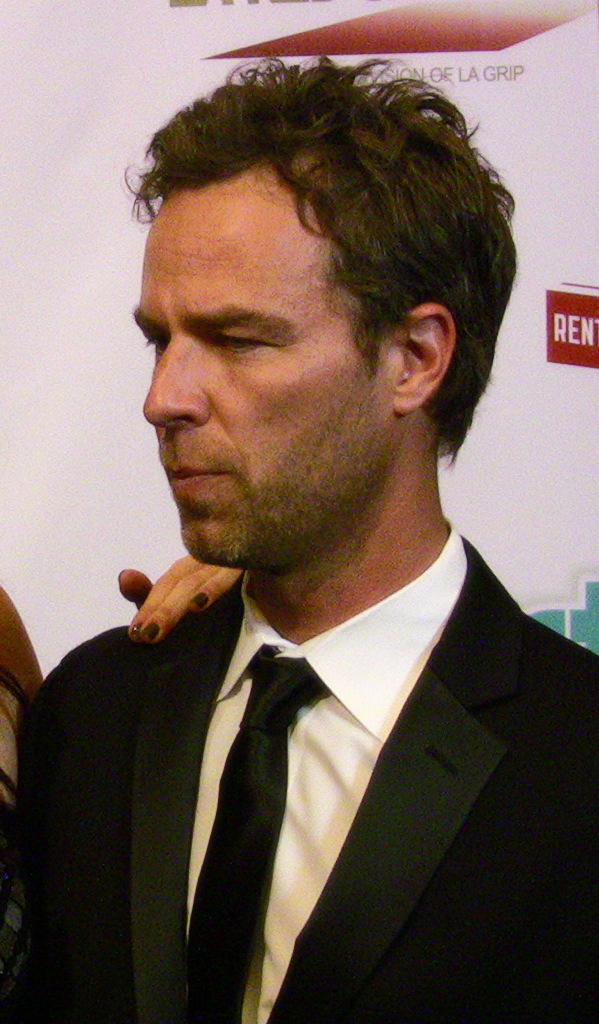
JR Bourne interpreta Bill DeYoung
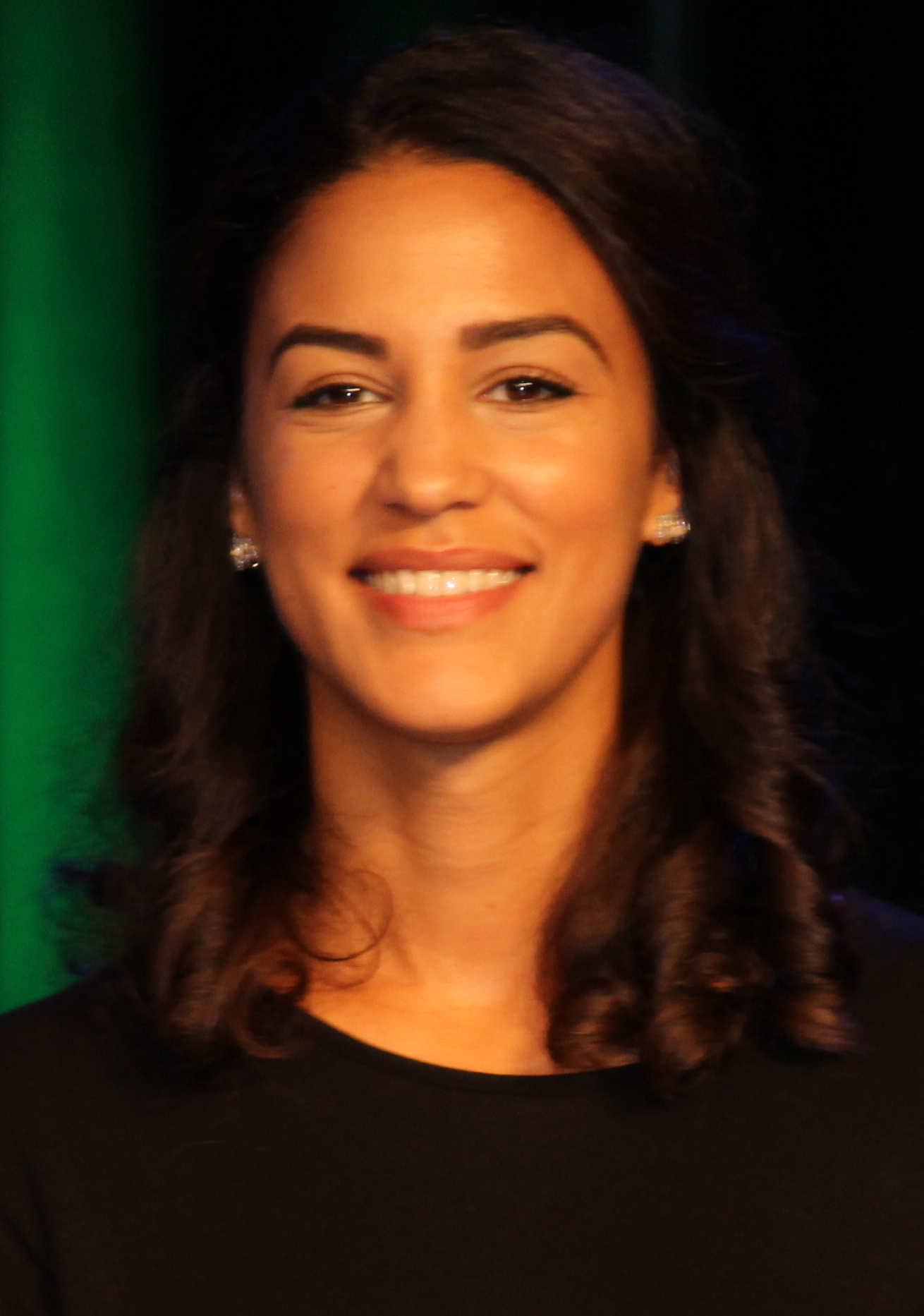
Christie Laing interpreta Shamiqua
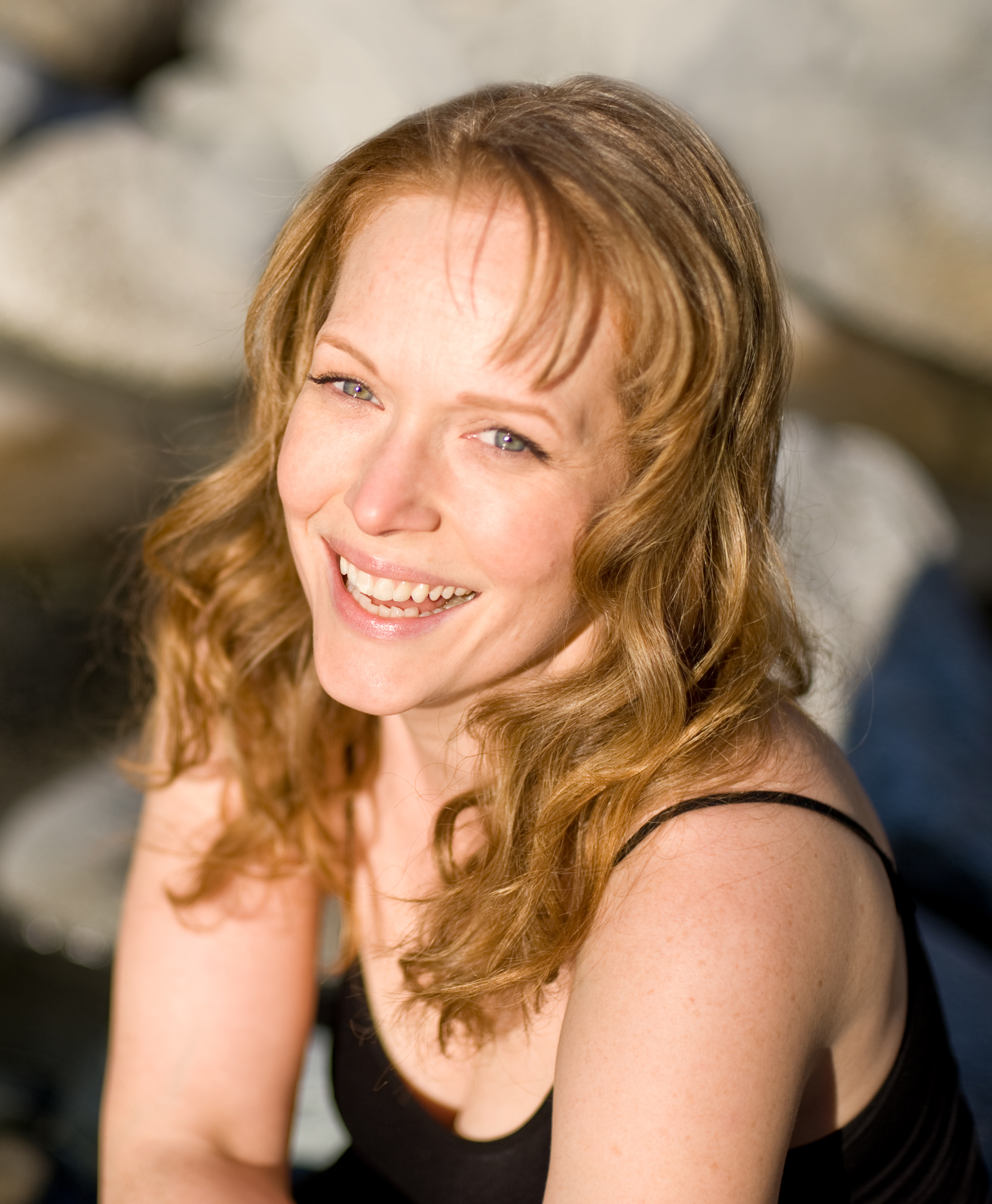
Chelah Horsdal interpreta Louise
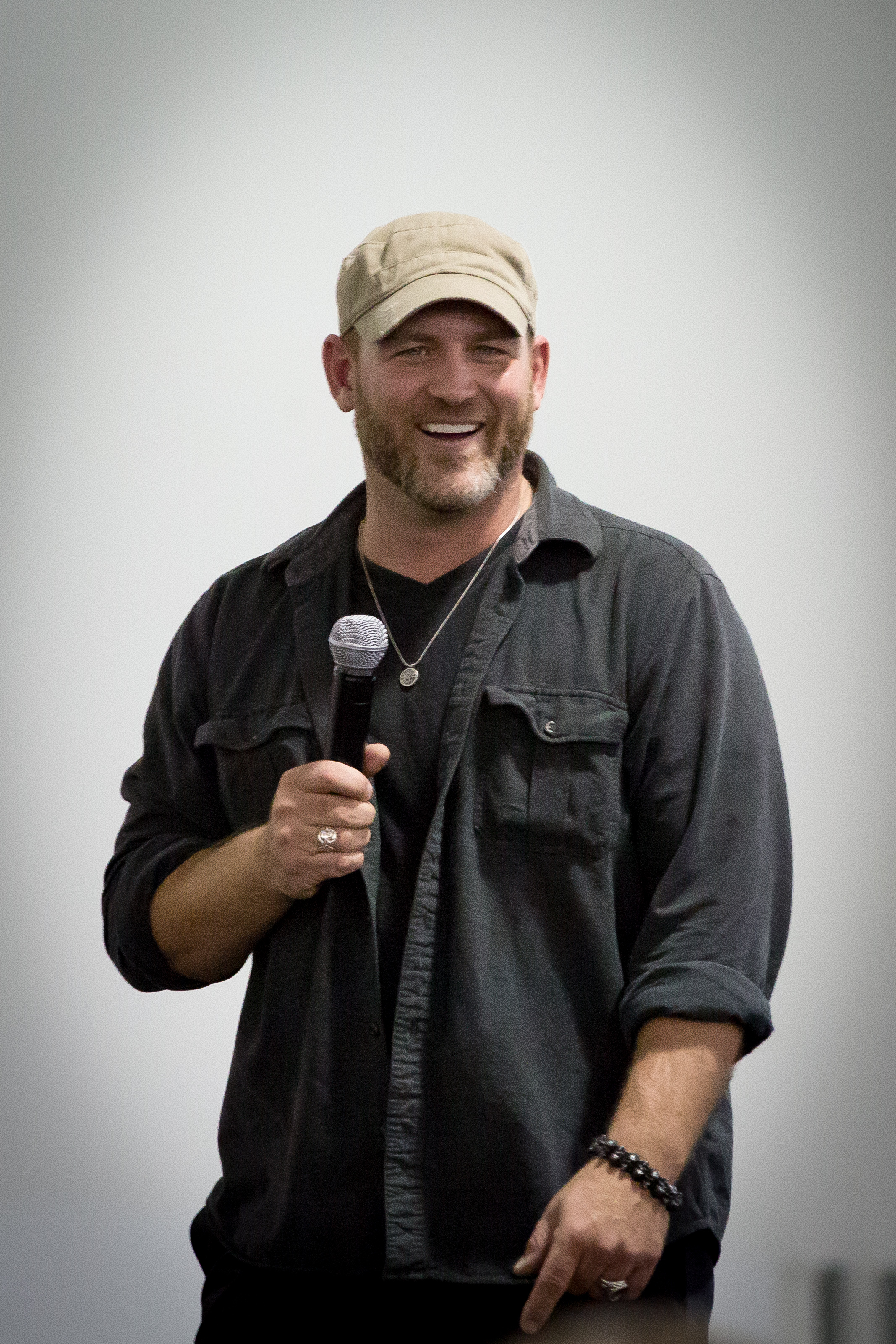
Ty Olsson interpreta Kirk Newhouse

#### Stagione 2
- John Booth[6], interpretato da Ioan Gruffudd.
- Gary,[7] interpretato da Christopher Cousins.
- Randy, interpretato da Bruce Davison.
- Beth Ann, interpretata da Lindsay Musil, doppiata da Eleonora Reti.
- Brandi, interpretata da Monique Ganderton.
- Hayley, interpretata da Jessica Sipos.
- Dominique, interpretata da Elizabeth Whitmere.
- London, interpretata da Sunita Prasad.
- Jameson[8], interpretata da Karissa Tynes.

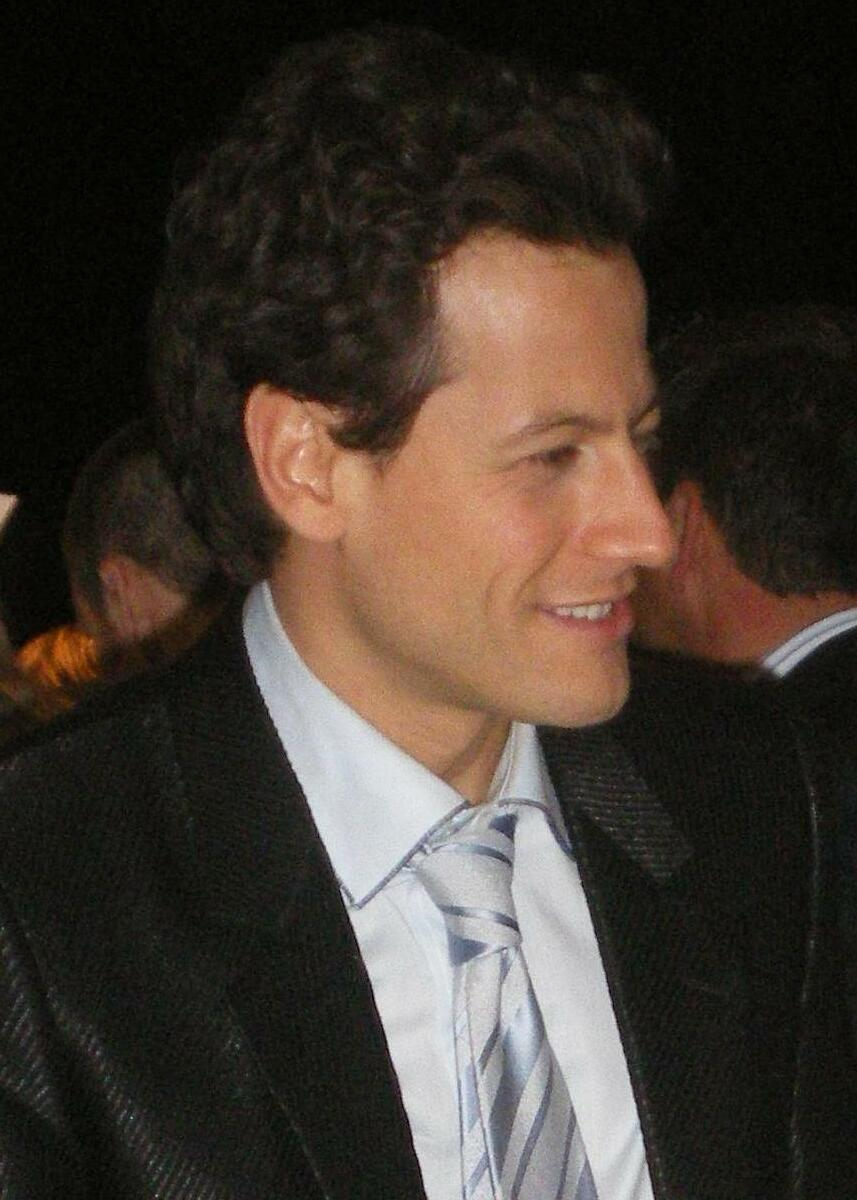
Ioan Gruffudd interpreta John Booth
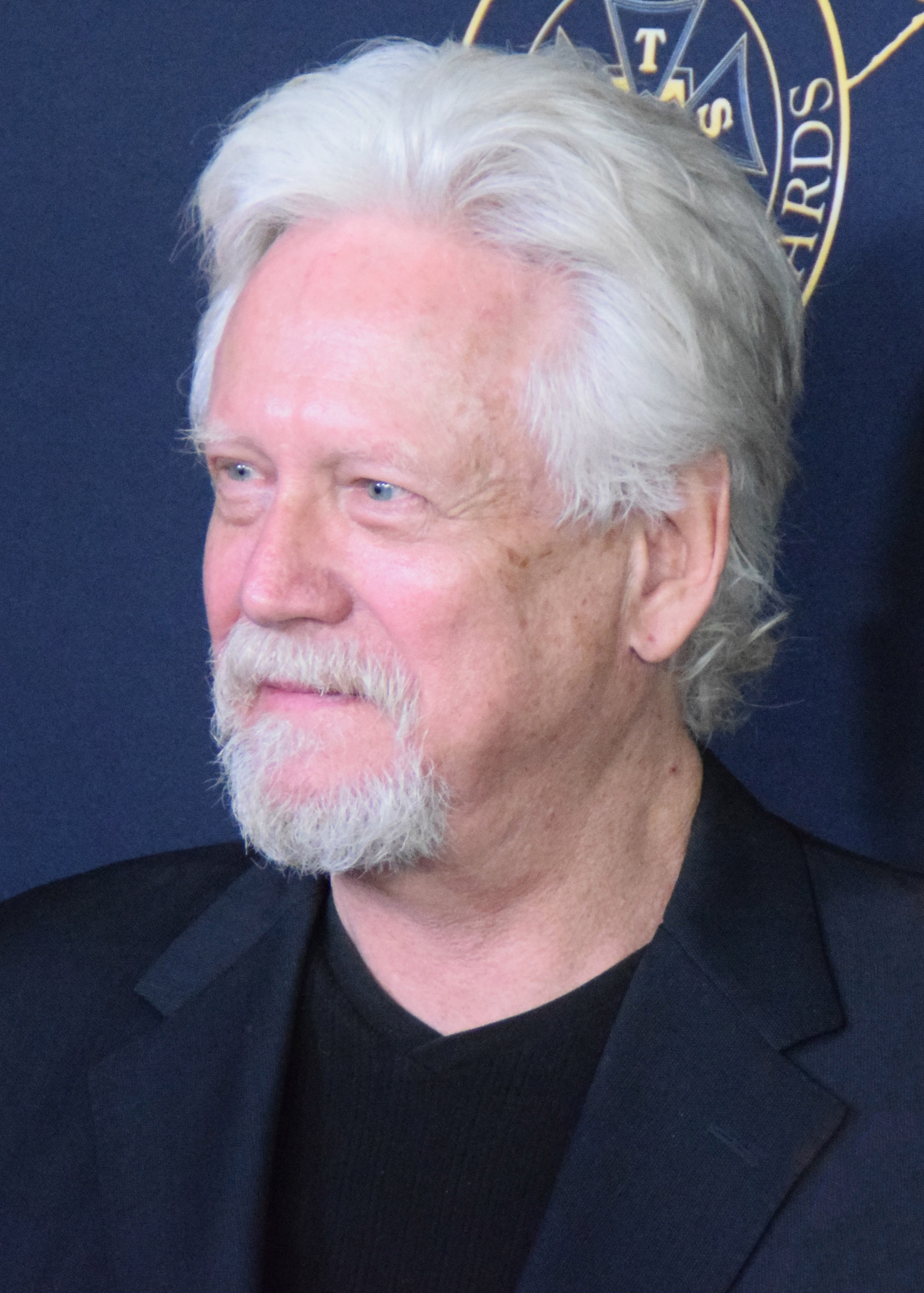
Bruce Davison interpreta Randy

#### Stagione 3
- Charlie[9], interpretata da Chelsea Hobbs.
- Dr. Simon[10], interpretato da Brandon Jay McLaren.
- Warren Johnson, interpretato da Marcus Rosner.
- Preston Palmer, interpretato da Cameron Bancroft.
- Billy Byrd, interpretato da Tyler Hynes.
- Guy Moretti, interpretato da Terry Chen.
- Zach Taylor, interpretato da Melvin Gregg.
- Norman, interpretato da Joe Abraham.
- Crystal[11], interpretata da Kassandra Clementi.
- Xavier, interpretato da Jaime Callica.

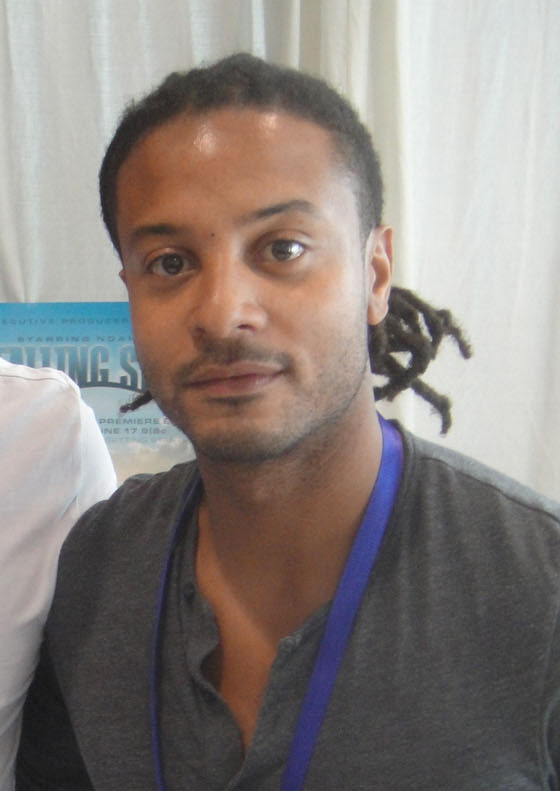
Brandon Jay McLaren interpreta Dr. Simon
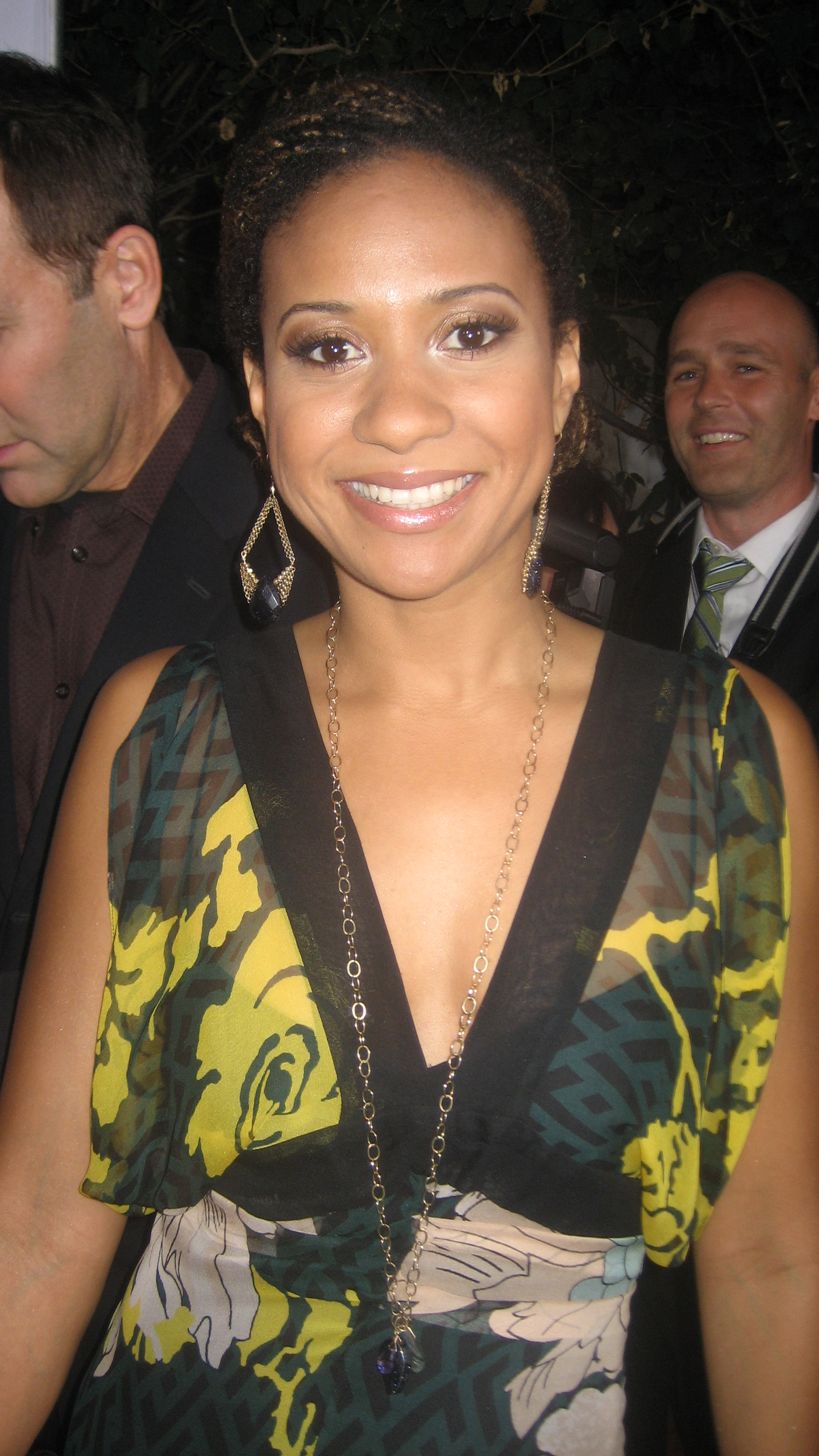
Tracie Thoms interpreta Fiona

## Episodi
| Stagione         | Episodi | Prima TV originale | Prima TV Italia |
| ---------------- | ------- | ------------------ | --------------- |
| Prima stagione   | 10      | 2015               | 2016            |
| Seconda stagione | 10      | 2016               | 2016-2017       |
| Terza stagione   | 10      | 2018               | 2020            |
| Quarta stagione  | 8       | 2018               | 2020            |

## Produzione

### Sviluppo
Il 30 luglio 2013, Lifetime ha ordinato un pilota di Unreal, ispirato dal pluripremiato cortometraggio indipendente di Sarah Gertrude Shapiro Sequin Raze. Il pilota è stato scritto da Marti Noxon e Shapiro e diretto da Peter O'Fallon. Il 6 febbraio 2014, la rete ha dato ufficialmente via libera alla serie con un ordine di 10 episodi.
Il 6 luglio 2015, la serie è stata rinnovata per una seconda stagione di 10 episodi, in onda dal 6 giugno 2016. Il 2 giugno 2016, quattro giorni prima della première, la serie viene rinnovata per la terza stagione. Inizialmente prevista per l'estate 2017, la produzione rivela, causa ritardi, che la stagione andrà in onda agli inizi del 2018. Il 28 luglio, viene rinnovata anche per una quarta stagione. Nell'agosto 2017, viene annunciato che la quarta stagione sarà composta soltanto da 8 episodi, due in meno rispetto alle precedenti tre stagioni. Il 16 luglio 2018, a sorpresa, Hulu rilascia interamente la quarta stagione della serie, confermando che non verranno prodotte altre stagioni. Di conseguenza, la quarta è anche l'ultima stagione della serie.

### Casting
Gli annunci del casting sono iniziati a settembre 2013, con Shiri Appleby, nel ruolo principale di Rachel Goldberg. Freddie Stroma è stato il secondo attore ad entrare nella serie, nel ruolo di Adam Cromwell. Poco dopo, Josh Kelly ha firmato per il ruolo di Jeremy. Breeda Wool è stata poi aggiunta al cast per il ruolo di Faith, una delle concorrenti della serie. All'inizio di novembre, Megyn Price, Nathalie Kelley e Johanna Braddy si sono unite al cast dello show, nei ruoli rispettivi di Quinn King, Grace e Anna. Ashley Scott è stata successivamente scritturata nel ruolo di Mary. Nel giugno 2014, Price è stata sostituita da Constance Zimmer nel ruolo di Quinn. Il 22 luglio 2014 è stato annunciato che Craig Bierko era stato scelto per interpretare Chet. L'8 agosto 2014 venne annunciato che JR Bourne e Siobhan Williams si erano uniti al cast nei ruoli di Bill DeYoung e Lizzie.

### Concetto e caratterizzazione
Unreal è ambientato dietro le quinte di Everlasting, una serie di appuntamenti di finzione che opera in modo simile a The Bachelor. Dalene Rovenstine di Entertainment Weekly ha scritto: "UnREAL ha momenti comici, ma è anche tortuoso e oscuro in un modo in cui non si riflette nei reality show reali". Secondo Noxon, la serie si basa su ciò che realmente succede nel mondo della produzione di reality show. Shapiro dice: "Gli spettatori vogliono credere nelle fiabe, e questi reality show attingono a quella voglia. Il nostro spettacolo smantella quel desiderio". Aggiunge Noxon, "Pensavamo che scoprire le macchinazioni dietro le quinte avrebbe fatto grandi storie, e volevamo commentare il tipo di cultura prepotente di molti reality televisivi". Shapiro dice del genere:
Scrivendo per l'Associated Press, Frazier Moore ha descritto la dinamica dello show:
Jon Caramanica del New York Times ha definito Quinn e Rachel "architetti della distruzione - apparentemente del popolo sulla macchina da presa, ma in realtà di se stessi".

## Distribuzione

### Stati Uniti d'America
La serie ha debuttato in America il 1º giugno 2015. La rete ha reso disponibili i primi quattro episodi sul loro sito web il 6 giugno 2015, prima che fossero trasmessi gli ultimi tre.

#### Resto del mondo
La serie è disponibile per lo streaming su Stan in Australia e su Lightbox in Nuova Zelanda.
Nel Regno Unito, la prima stagione è andata in onda su Lifetime. Dalla stagione 2, lo show va in onda su Amazon Video il giorno dopo la trasmissione negli Stati Uniti.
In Israele va in onda su canale Yes Drama e su Cellcom TV, mentre in India, su STAR World.
In Spagna lo spettacolo va in onda sul canale ATRESERIES, di proprietà della rete Atresmedia.

### The Faith Diaries
Il 21 gennaio 2016 è stato annunciato che Lifetime stava sviluppando una web serie spin-off basata sul personaggio di Faith, interpretata da Breeda Wool. The Faith Diaries è stata pubblicata il 31 marzo 2016.
| n° | Titolo     | Pubblicazione |
| -- | ---------- | ------------- |
| 1  | Week One   | 31 marzo 2016 |
| 2  | Week Two   | 31 marzo 2016 |
| 3  | Week Three | 31 marzo 2016 |
| 4  | Week Four  | 31 marzo 2016 |
| 5  | Week Five  | 31 marzo 2016 |
| 6  | Week Six   | 31 marzo 2016 |
| 7  | Week Seven | 31 marzo 2016 |
| 8  | Week Eight | 31 marzo 2016 |
| 9  | Week Nine  | 31 marzo 2016 |
| 10 | Week Ten   | 31 marzo 2016 |

## Accoglienza

### Critica

#### Prima stagione
La prima stagione è stata acclamata dalla critica. Sull'aggregatore di recensioni Rotten Tomatoes ha un indice di gradimento del 98% con un voto medio di 8,4 su 10, basato su 41 recensioni. Su Metacritic, invece, ha un punteggio di 78 su 100, basato su 18 recensioni.
Merrill Barr di Forbes lo ha definito "uno dei migliori nuovi spettacoli dell'estate perché abbraccia la follia che presenta sullo schermo". Dalene Rovenstine di Entertainment Weekly ha scritto: "Se ami The Bachelor, ti piacerà UNREAL. Se odi The Bachelor, ti piacerà UnREAL". Nel dicembre 2015, Jeff Jensen di Entertainment Weekly ha nominato Unreal come uno dei suoi "10 migliori nuovi spettacoli del 2015".
Nel maggio 2015, Unreal è stato uno dei cinque premiati nella categoria Nuove serie più promettenti alla 20ª edizione dei Critics' Choice Awards.

#### Seconda stagione
Anche la seconda stagione è stata acclamata dalla critica. Su Rotten Tomatoes ha un indice di gradimento dell'83% con un voto medio di 8,6 su 10, basato su 38 recensioni, mentre su Metacritic ha un punteggio di 87 su 100, basato su 19 recensioni.

#### Terza stagione
La terza stagione è stata accolta positivamente dalla critica. Su Rotten Tomatoes ha un indice di gradimento del 93% con un voto medio di 7,5 su 10, basato su 15 recensioni, mentre su Metacritic ha un punteggio di 63 su 100, basato su 6 recensioni.

## Riconoscimenti
- 2015 - American Film Institute Awards[63]
  - Top 10 TV Shows
- 2015 - Critics' Choice Awards[64]
  - Nuova serie più promettente
- 2016 - Critics' Choice Awards[65]
  - Miglior attrice non protagonista in una serie drammatica a Constance Zimmer
  - Candidatura per la miglior serie drammatica
  - Candidatura per la miglior attrice in una serie drammatica a Shiri Appleby
- 2016 - Peabody Award[66]
- 2016 - TCA Award[67]
  - Candidatura per il programma dell'anno
  - Candidatura per la miglior serie drammatica
  - Candidatura per il miglior nuovo programma
- 2016 - Premio Emmy[68]
  - Candidatura alla miglior attrice non protagonista in una serie drammatica a Constance Zimmer
  - Candidatura alla miglior sceneggiatura per una serie drammatica a Marti Noxon e Sarah Gertrude Shapiro, per l'episodio Ritorno
- 2017 - Critics' Choice Awards
  - Candidatura per la miglior attrice non protagonista in una serie drammatica a Constance Zimmer